# Iványi István (színművész)
Királyfia-karcsai Iványi István (Magyarhomorog, 1857. március 1. – Budapest, 1913. február 24.) színész.

## Életútja
Már tizenöt éves korában színész akart lenni, de szülei ellenezték. Tizenhét éves korában mint debreceni diák mégis megszökött és Kilényi Dávid társulatánál csapott fel színésznek. 1874–75-ben Szegedy Mihálynál játszott. Eleinte a hősi szerepekben próbálkozott, de közben a színlapot is hordta. Mint kezdő színész együttműködött és együtt lakott Kovács Mihállyal, Hegedűs Ferenccel, Kiss Mihállyal és Tóth Edével. Ez utóbbi a Falu rosszát akarta egyszer nekik felolvasni, de a társaság lehurrogta, nem is gondolván, micsoda remekmű élvezetétől fosztották meg akkor magukat. Később, mikor a Falu rossza már mint pályadíjnyertes mű nemcsak a Nemzeti Színházban, hanem a vidék összes színházaiban is diadalt aratott, Iványinak egyik legsikerültebb szerepe a Falu rosszabeli Gonosz Pista lett. A hősi szerepekről ugyanis lemondott és a buffókra és komikusokra tért át, hogy később a jellemszerepeket is programjába vegye, A boszniai háborúból sebesülten kórházba került, de felgyógyulása után nem a szüleihez ment, hanem Sztupa Andor színtársulatához. Működött még Csóka Sándornál és Pesti Ihász Lajosnál. E két utóbbi társulatnál már rendező is volt. Különösen mint népszínmű-színészt becsülték. Az említett Gonosz Pistán kívül a Vén bakancsos és Zsiga cigány voltak kedves és jó szerepei. 1898-ban a Nemzeti Színházhoz szerződtették. Utolsó jó szerepe 1908-ban volt, amikor a Nemzeti Színház a Népszínház épületében a Pártütőkkel kezdte meg előadásait. Ezen az előadáson Iványi a kisbíró szerepét játszotta. Felesége héjjasfalvi Cseh Gizella (?, 1859 – Budapest, 1936. február 3.) színésznő volt. Egyik leánya, Iványi Irén szintén a színi pályára lépett.

## Főbb szerepei
- Zsiga (Szigligeti Ede: A cigány)
- Gonosz Pista (Tóth Ede: A falu rossza)
- Kisbíró (Kisfaludy Károly: Pártütők)
- Öreg béres (Csepreghy Ferenc: Piros bugyelláris)
- Schmidt (Gerhart Hauptmann: Hannele)

## Működési adatai
1882: Nyéki János; 1883: Sztupa Andor; 1884: Báródi Károly; 1885: Balogh Alajos, Völgyi György; 1886: Báródi Károly; 1888: Zoltán Gyula; 1889: Saághy Zsigmond; 1891: Veszprémy; 1891–93: Csóka Sándor; 1893–96: Kömley Gyula, Makó Lajos, Pesti Lajos; 1896: Szigeti Imre; 1897: Kiss Soma; 1898: Fejér Dezső, Kövesi, Havi Lajos; 1898–1913: Nemzeti Színház.